# بیاوا (گمینا تژچیانکا)
بیاوا (به لهستانی:  Biała) یک روستا در لهستان است که در گمینا تژچیانکا واقع شده‌است. بیاوا ۱٬۰۰۰ نفر جمعیت دارد.